# Liste der Kulturgüter in Corgémont
Die Liste der Kulturgüter in Corgémont enthält alle Objekte in der Gemeinde Corgémont im Kanton Bern, die gemäss der Haager Konvention zum Schutz von Kulturgut bei bewaffneten Konflikten, dem Bundesgesetz vom 20. Juni 2014 über den Schutz der Kulturgüter bei bewaffneten Konflikten sowie der Verordnung vom 29. Oktober 2014 über den Schutz der Kulturgüter bei bewaffneten Konflikten unter Schutz stehen.
Objekte der Kategorien A und B sind vollständig in der Liste enthalten, Objekte der Kategorie C fehlen zurzeit (Stand: 2. Februar 2024). Unter übrige Baudenkmäler sind geschützte Objekte zu finden, die im Bauinventar des Kantons Bern als «schützenswert» verzeichnet sind.

## Kulturgüter
| Foto | | Objekt | Kat. | Typ | Standort                             | Beschreibung |
| ---- | --- | --- | ---- | --- | ------------------------------------ | --- |
| ja   | Datei hochladen · Wikidata zu Archiv und Bibliothek der Konferenz der Schweizer Mennoniten (Q19362556) | Archiv und Bibliothek der Konferenz der Schweizer Mennoniten / Archives et Bibliothèque de la Conférence mennonite suisse KGS-Nr.: 09295 | A    | S   | Le Jeanguisboden 52 578500 / 228961  | Die Bibliothek und das Archiv der Konferenz der Mennoniten der Schweiz enthalten Schriften, Dokumente und Gegenstände aus der Geschichte der Täufer. Dazu gehören Bibeln aus dem 16. Jahrhundert, Ausschaffungsverordnungen gegen Täufer, Akten zum Streit mit den Reformierten sowie ein Brief zum Bruch mit den Amischen. |
| ja   | Datei hochladen · Wikidata zu Haus des Doyens Morel (Q29651933)                                        | Haus des Dekans Morel / Maison du Doyen Morel KGS-Nr.: 00854                                                                             | B    | G   | Chemin du Dr Eguet 7 577810 / 227036 | Im zweiten Viertel des 18. Jahrhunderts erbautes Herrenhaus im klassizistischen Stil. Repräsentativer zweigeschossiger Baukörper unter imposantem Halbwalmdach mit regelmäßiger Unterteilung der Fassaden, in der Mittelachse Giebel und Eingangsportal mit Wappenkartusche. Aufgrund der hohen Qualität der Ausführung ist dieses Gebäude ein bemerkenswertes Zeugnis des architektonischen und historischen Erbes der Region. |

## Übrige Baudenkmäler
Hinweis: Anstelle der KGS-Nummer wird als Objekt-Identifikator (ID) die Grundstücksnummer verwendet.
| ID   | Foto |                                                                   | Objekt                                                                            | Typ | Standort                                | Beschreibung |
| ---- | ---- | ----------------------------------------------------------------- | --------------------------------------------------------------------------------- | --- | --------------------------------------- | --- |
| 7    | BW   | Datei hochladen                                                   | Ehemaliges Waschhaus (18./19. Jh.) / Ancien battoir communal (18/19ème s.)        | G   | Quart-Dessous 14 577859 / 226875        | |
| 8    | ja   | Datei hochladen · Wikidata zu Steinbrücke (Q114447990)            | Steinbrücke (1. Hälfte 19. Jh.) / Pont en pierre (1ère moitié 19ème s.)           | G   | Quart-Dessous N.N.2 577902 / 226871     | |
| 10   | BW   | Datei hochladen                                                   | Ehemaliges Bauernhaus (1. Hälfte 19. Jh.) / Ancienne ferme (1ère moitié 19ème s.) | G   | Quart-Dessous 5 577861 / 226956         | |
| 13   | BW   | Datei hochladen                                                   | Bauernhaus (1689/1694) / Ferme (1689/1694)                                        | G   | Quart-Dessous 9 577909 / 226907         | |
| 26   | BW   | Datei hochladen                                                   | Wohnhaus (um 1880) / Maison d'habitation (vers 1880)                              | G   | Champs-Fornats 1 577614 / 227170        | |
| 45   | BW   | Datei hochladen                                                   | Wohnhaus (1876) / Habitation (1876)                                               | G   | Quart-Dessus 1 577828 / 227154          | |
| 54   | ja   | Datei hochladen · Wikidata zu Niklaus von Flüe Kirche (Q55415372) | Église Saint Nicolas de Flüe                                                      | G   | Grand'Rue 11 577884 / 227129            | |
| 56   | BW   | Datei hochladen                                                   | Wohnhaus (Mitte 19. Jh.) / Habitation (milieu 19ème s.)                           | G   | Quart-Dessous 1 577799 / 227068         | |
| 63   | BW   | Datei hochladen                                                   | Brunnen (1850) / Fontaine (1850)                                                  | G   | Grand'Rue N.N. 577753 / 227102          | |
| 78   | BW   | Datei hochladen                                                   | Reformierte Pfarrkirche (1766) / Eglise paroissiale réformée (1766)               | G   | Chemin du Doyen Morel 2 577412 / 227071 | |
| 79   | ja   | Datei hochladen · Wikidata zu Reformiertes Pfarrhaus (Q112081793) | Reformiertes Pfarrhaus (1811–1813) / Cure réformée (1811–1813)                    | G   | Grand'Rue 40 577445 / 227041            | |
| 82   | ja   | Datei hochladen · Wikidata zu Haus Renfer (Q29651959)             | Haus Renfer (1813) / Maison Renfer (1813)                                         | G   | Grand’Rue 38 577495 / 227061            | Dieses 1813 erbaute Bauernhaus prägt mit seiner imposanten Erscheinung das Dorfbild. Das Geburtshaus des Schriftstellers Werner Renfer besitzt ein grosses Krüppelwalmdach, eine dreigeschossige Fassade mit acht Achsen, ein barockes Portal und ein Scheuentor. Die Fassade ist von Windschutzwänden eingefasst, die eine elegante Traufe tragen. |
| 216  | BW   | Datei hochladen                                                   | Bauernhaus (1834) / Ferme (1834)                                                  | G   | Route du Chaumin 17 577788 / 227528     | |
| 562  | BW   | Datei hochladen                                                   | Bauernhaus der ehemaligen Ziegelei (1840) / Ferme de l'ancienne tuilerie (1840)   | G   | La Tuilerie 5 576964 / 225766           | |
| 578  | BW   | Datei hochladen                                                   | Bauernhaus (16./17. Jh.) / Ferme (61ème/17ème s.)                                 | G   | Les Boveresses 19 577593 / 224306       | |
| 875  | BW   | Datei hochladen                                                   | Ehemalige Mühle und Bauernhaus (1840) / Ancien moulin et ferme (1840)             | G   | Promenade du Moulin 2 577139 / 226600   | |
| 1075 | BW   | Datei hochladen                                                   | Wohnhaus (um 1870/1880) / Habitation (vers 1870/1880)                             | G   | Sur le Crêt 10 577105 / 227039          | |